# Øystein Olsen
För ishockeyspelaren, sen Øystein Olsen (ishockeyspelare)
Øystein Olsen, född 1944, är biskop emeritus för Metodistkyrkan i Nordeuropa. Efter pastorsutbildning i Göteborg 1966 präst inom den norska Metodistkyrkan i bl.a. Bergen, Halden, Skien och Oslo. 
Han valdes till biskop för en åttaårsperiod 2001. Biskopsområdet omfattar Sverige, Norge, Danmark, Finland, Estland, Lettland och Litauen. Biskopssätet är i Oslo. År 2009 ersattes han av Christian Alsted.